# ヘルマン1世 (テューリンゲン方伯)
ヘルマン1世（Hermann I., 1155年頃 - 1217年4月25日）は、テューリンゲン方伯（在位：1190年 - 1217年）。ルードヴィング家出身。父はテューリンゲン方伯ルートヴィヒ2世、母はシュヴァーベン大公フリードリヒ2世の娘ユッタ。神聖ローマ皇帝フリードリヒ1世の甥に当たる。

## 生涯
1181年に長兄ルートヴィヒ3世からザクセン宮中伯位を継承した。ルートヴィヒ3世が1190年、第3回十字軍に参軍して死亡した為、テューリンゲン方伯位をも相続した。
神聖ローマ皇帝フリードリヒ1世とハインリヒ獅子公がそれぞれ1190年、1195年に亡くなると、ヴェルフ家とホーエンシュタウフェン家の対立（→ドイツ語で「ヴェルフとウィーベリン」、英語で「ゲルフとギベリン」）はそれぞれの息子フィリップとオットー4世に移り、ともにローマ王位を要求した。ヘルマン1世はこの争いに際し、12年の間に7回以上、その立場を変えている。1211年、フィリップの甥でフリードリヒ1世の孫にあたるフリードリヒ2世をローマ王候補者として支援することに決めた。
ヘルマン1世はパリに留学し、この時同時代のフランス文学を知ると、これをドイツ語に翻訳して祖国に送った。これにより彼は芸術と文化の偉大な庇護者となった。テューリンゲン方伯の宮廷からは、ハインリヒ・フォン・フェルデケの『アイネイアス物語（Eneasroman）』、ヴォルフラム・フォン・エッシェンバッハの『パルツィヴァル（Parzival）』や『ヴィレハルム（Willehalm）』、ヘルボルト・フォン・フリッツラーの『トロイの歌（Liet von Troye）』などが生まれた。ヴァルトブルク城は最終的には彼の治世にルードヴィング家の宮廷所在地となったのである。1206年（1207年とも）にはここで歌合戦が行われ、有名なミンネゼンガーのヴァルター・フォン・デア・フォーゲルヴァイデやヴォルフラム・フォン・エッシェンバッハが参加している。
1217年4月25日にゴータで亡くなり、アイゼナハのカタリーナ修道院に安置された。長男のルートヴィヒ4世がテューリンゲン方伯位を継いだ。

## 子女
1182年に、ヴェッティン伯ハインリヒ1世の未亡人であったゾフィア・フォン・ゾンマーシェンブルク（? - 1189年/1190年、ザクセン宮中伯フリードリヒ6世娘）と結婚し、2人の娘をもうけた。
- ユタ（1182年 - 1235年） - 1197年にマイセン辺境伯ディートリヒと結婚、1223年にヘンネベルク伯ポッポ7世と再婚。
- ヘートヴィヒ（? - 1247年） - 1211年頃にオーラミュンデ伯・ホルシュタイン伯アルブレヒト2世と結婚。

1196年、バイエルン公オットー1世の娘ゾフィアと再婚。この結婚からは6人の子供が生まれた。
- イルムガルト（1196年 - 1244年） - 1211年に、後に初代アンハルト侯爵となるアッシャースレーベン伯ハインリヒ1世と結婚。
- ルートヴィヒ4世（1200年 - 1227年） - 1214年にハンガリー王エンドレ2世の娘エリーザベトと結婚。テューリンゲン方伯。
- ヘルマン（1202年 - 1216年）
- ハインリヒ・ラスペ（1204年 - 1247年） - テューリンゲン方伯、ドイツ対立王。
- アグネス（1205年 - 1247年以前） - 1225年にオーストリア公レオポルト6世の息子ハインリヒと結婚、1229年にザクセン公アルブレヒト1世と再婚。
- コンラート（1206年/1207年 - 1240年） - ドイツ騎士団総長